# Palicourea jahnii
Palicourea jahnii är en måreväxtart som beskrevs av Paul Carpenter Standley. Palicourea jahnii ingår i släktet Palicourea och familjen måreväxter. Inga underarter finns listade i Catalogue of Life.